# Zuzanna Ziomecka
Zuzanna Ziomecka (ur. lipiec 1976 w Warszawie) – polska dziennikarka i trenerka, nauczycielka mindfulness.

## Biografia
Urodziła się w Polsce, ale w 1982 roku wyemigrowała wraz z rodziną do USA. Przez 10 lat mieszkała w Detroit, następnie (latach 1992–1994) wróciła do Polski, gdzie ukończyła liceum. W 1994 roku rozpoczęła studia na Uniwersytecie Michigan, gdzie uzyskała licencjat z kreatywnego pisania. W 2001 roku wróciła do Polski.
Była redaktorką naczelną pism „Aktivist” i „Exklusiv” oraz magazynu dla rodziców „Gaga”. Od 2009 do 2013 prowadziła talk-show „Mała czarna” (emitowane najpierw na TV4, a następnie w Polsat Café). W latach 2012–2014 była redaktor naczelną tygodnika „Przekrój”. Funkcję tę przestała pełnić po zamknięciu pisma. Początkowo miała ją kontynuować po przejęciu pisma przez Tomasza Niewiadomskiego, który wstępnie oferował jej współpracę przy reaktywacji tygodnika, ale ostatecznie do porozumienia między nimi nie doszło W  2012 roku stworzyła poświęcony zdrowiu serwis internetowy Hellozdrowie.pl, z którego jednak odeszła w 2013 roku, aby poświęcić się intensywniej pracy w „Przekroju”. W 2014 objęła funkcję prowadzącej internetowy serwis Wysokieobcasy.pl. W 2015 roku została prezenterką talk-show „Demakijaż”, emitowanego w Polsat Café. W 2016 roku prowadziła w serwisie internetowym „Gazety Wyborczej” cotygodniowy program wideo pt. „Wyłowione z sieci”. W tym samym roku ukończyła Leadership Academy Poland 2016 (Center For Leadership).
W latach 2017–2019 kierowała anglojęzycznym serwisem medialnym Newsmavens, w całości redagowanym przez kobiety – dziennikarki z całego świata. Serwis należał do Agory i był częścią Digital News Initiative – inicjatywy Google mającej na celu wspieranie wysokiej jakości dziennikarstwa w środowisku cyfrowym. Po zamknięciu Newsmavens Ziomecka rozstała się z Agorą i poświęciła przede wszystkim byciu trenerką mindfulness. Uważnością zainteresowała się po raz pierwszy w okresie, kiedy kierowała „Przekrojem” – szukała wtedy narzędzia, które pozwoli jej radzić sobie z bardzo wysokim stresem i napięciem, z którymi wiązała się ta funkcja. Uzyskała certyfikat nauczycielski Mindfulness Based Stress Reduction, przyznany przez European Institute for Mindfulness-Based Approaches oraz Polski Instytut Mindfulness. Pełni funkcję wiceprezeski Polskiego Instytutu Mindfulness. W 2021 roku opublikowała poradnik „Wyspa spokoju. Jak mindfulness pomaga w trudnych sytuacjach”.

## Życie prywatne
Córka Mariusza Ziomeckiego i Ewy Junczyk-Ziomeckiej. Ma brata: Stanisława.